# 柳田町
柳田町（やなぎだちょう）は愛知県名古屋市中川区にある町名。現行行政地名は柳田町1丁目及び柳田町2丁目。住居表示未実施。

## 地理
名古屋市中川区の中央部の北側に位置し、東に八田本町、西に野田、南に開平町、北に中村区野田町に接する。

## 歴史
- 1953年（昭和28年）7月1日 - 中川区野田町の一部により、同区柳田町として成立[1]。
- 1984年（昭和59年）11月3日 - 一部が野田二丁目[1]および土野町[2]にそれぞれ編入される

## 世帯数と人口
2019年（平成31年）2月1日現在の世帯数と人口は以下の通りである。
| 町丁   | 世帯数 | 人口  |
| ------ | ------ | ----- |
| 柳田町 | 78世帯 | 151人 |

## 学区
市立小・中学校に通う場合、学校等は以下の通りとなる。また、公立高等学校に通う場合の学区は以下の通りとなる。
| 番・番地等 | 小学校               | 中学校               | 高等学校 |
| ---------- | -------------------- | -------------------- | -------- |
| 全域       | 名古屋市立野田小学校 | 名古屋市立一柳中学校 | 尾張学区 |

## 施設

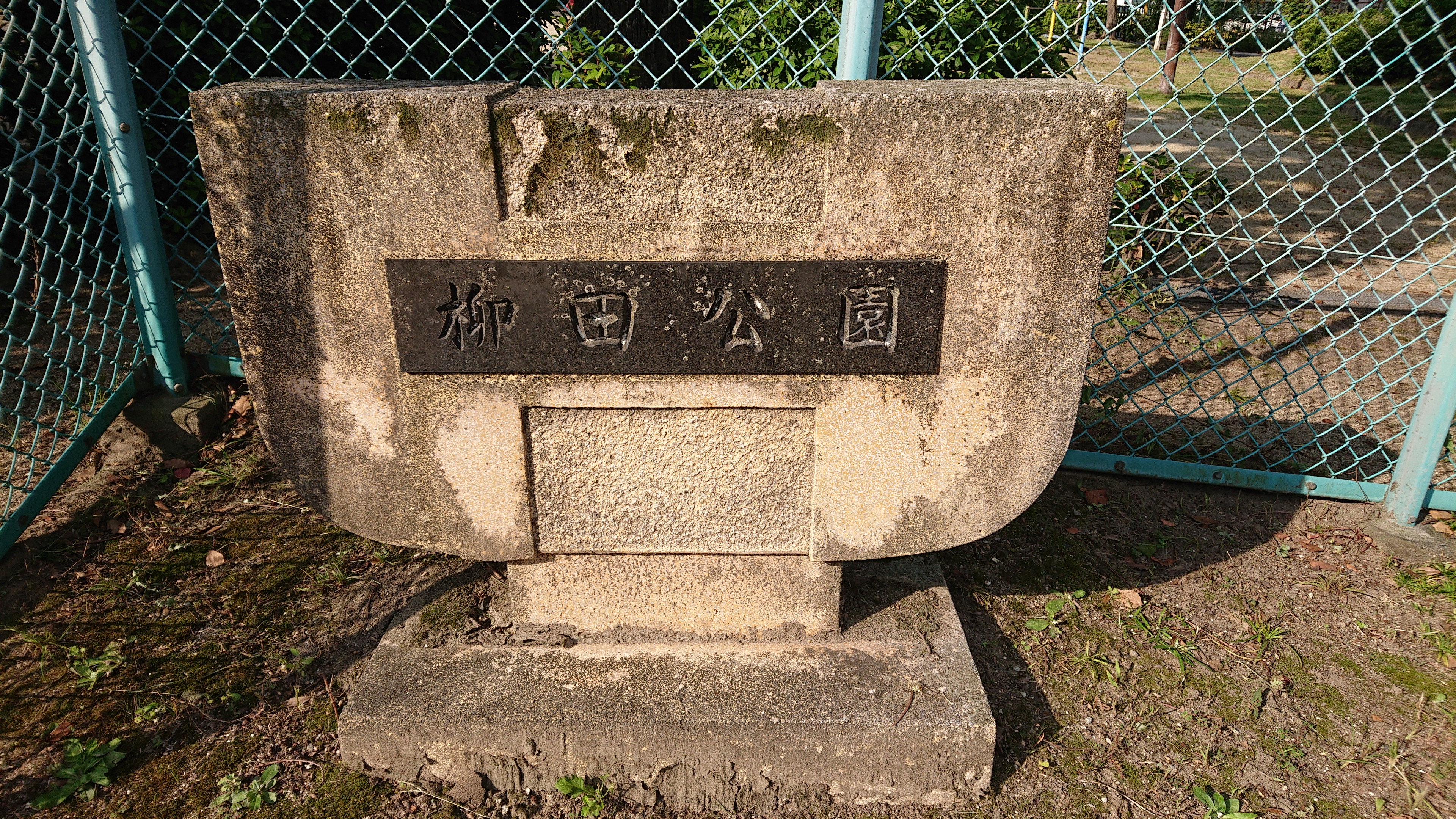
柳田公園
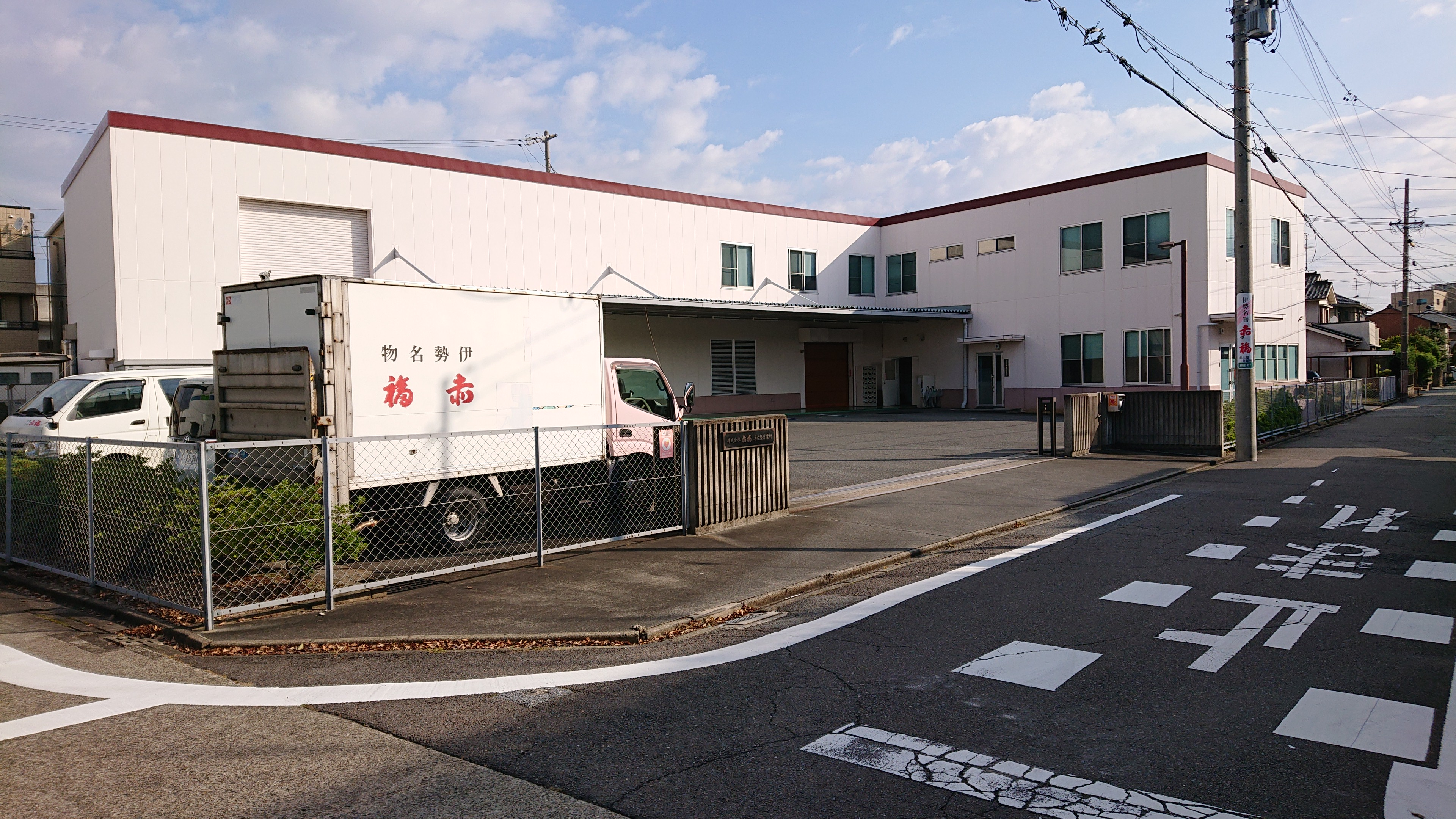
赤福 名古屋営業所

- 柳田公園
- 赤福名古屋営業所

## その他

### 日本郵便
- 郵便番号 : 454-0907[WEB 2]（集配局：中川郵便局[WEB 7]）。

### WEB
1. 1 2  “町・丁目(大字)別、年齢(10歳階級)別公簿人口(全市・区別)”.   名古屋市 (2019年2月20日). 2019年2月20日閲覧。
2. 1 2  “郵便番号”.  日本郵便. 2019年2月10日閲覧。
3. ↑  “市外局番の一覧”.   総務省. 2019年1月6日閲覧。
4. ↑  “中川区の町名一覧”.   名古屋市 (2015年10月21日). 2019年2月13日閲覧。
5. ↑  “市立小・中学校の通学区域一覧”.   名古屋市 (2018年11月10日). 2019年1月14日閲覧。
6. ↑  “平成29年度以降の愛知県公立高等学校（全日制課程）入学者選抜における通学区域並びに群及びグループ分け案について”.   愛知県教育委員会 (2015年2月16日). 2019年1月14日閲覧。
7. ↑  郵便番号簿 平成29年度版 - 日本郵便. 2019年02月10日閲覧 (PDF)

### 書籍
1. 1 2  名古屋市計画局 1992, p. 818.
2. ↑  名古屋市計画局 1992, p. 833.